# San Agustín (Huila, Kolumbija)
San Agustín (španjolski za "Sveti Augustin", Španjolski izgovor: [san aɣusˈtin]) je grad i istoimena općina u kolumbijskom departmanu Huila, oko 227 km od glavnog grada departmana, Neive. Izvorno ga je osnovao Španjolac Alejo Astudillo 1752. godine, ali su ga napali i uništili lokalni indijanci, te je današnje naselje osnovao Lucas de Herazo y Mendigaña 1790. godine. Naselje ima površinu od 1310 km² i oko 30.000 stanovnika (22,7 stanovnika/km²) koji se uglavnom bave turizmom. Nalazi se na visini od 1.730 m i ima ugodnu klimu prosječne godišnje temperature od 18 °C.
San Agustín je najpoznatiji po pretkolumbovskom arheološkom lokalitetu na kojemu je pronađeno više od 300 vjerskih spomenika i megalitskih skulptura civilizacije koja je svoje zlatno doba doživjela od 1. – 8. stoljeća. Upravo je po naselju San Agustín cijela ova sjevernoandska kultura dobila naziv "kultura San Agustín".
Srednja godišnja temperatura je 18 °C.

## Klima
San Agustín ima suptropsku planinsku klimu ( Köppen : Cfb ) s visokim temperaturama i čestim padalinama.
| Klimatološki srednjaci za Arheološki park San Agustín (1991.–2020.) | Klimatološki srednjaci za Arheološki park San Agustín (1991.–2020.) | Klimatološki srednjaci za Arheološki park San Agustín (1991.–2020.) | Klimatološki srednjaci za Arheološki park San Agustín (1991.–2020.) | Klimatološki srednjaci za Arheološki park San Agustín (1991.–2020.) | Klimatološki srednjaci za Arheološki park San Agustín (1991.–2020.) | Klimatološki srednjaci za Arheološki park San Agustín (1991.–2020.) | Klimatološki srednjaci za Arheološki park San Agustín (1991.–2020.) | Klimatološki srednjaci za Arheološki park San Agustín (1991.–2020.) | Klimatološki srednjaci za Arheološki park San Agustín (1991.–2020.) | Klimatološki srednjaci za Arheološki park San Agustín (1991.–2020.) | Klimatološki srednjaci za Arheološki park San Agustín (1991.–2020.) | Klimatološki srednjaci za Arheološki park San Agustín (1991.–2020.) | Klimatološki srednjaci za Arheološki park San Agustín (1991.–2020.) |
| mjesec                                                              | sij                                                                 | velj                                                                | ožu                                                                 | tra                                                                 | svi                                                                 | lip                                                                 | srp                                                                 | kol                                                                 | ruj                                                                 | lis                                                                 | stu                                                                 | pro                                                                 | godina                                                              |
| ------------------------------------------------------------------- | ------------------------------------------------------------------- | ------------------------------------------------------------------- | ------------------------------------------------------------------- | ------------------------------------------------------------------- | ------------------------------------------------------------------- | ------------------------------------------------------------------- | ------------------------------------------------------------------- | ------------------------------------------------------------------- | ------------------------------------------------------------------- | ------------------------------------------------------------------- | ------------------------------------------------------------------- | ------------------------------------------------------------------- | ------------------------------------------------------------------- |
| srednji maksimum, °C                                                | 24,58                                                               | 24,6                                                                | 23,99                                                               | 23,86                                                               | 23,33                                                               | 22,27                                                               | 21,53                                                               | 22,16                                                               | 23,52                                                               | 24,24                                                               | 24,23                                                               | 24,36                                                               | 23,56                                                               |
| srednja dnevna temperatura, °C                                      | 19,2                                                                | 19,31                                                               | 19,05                                                               | 18,89                                                               | 18,74                                                               | 18,02                                                               | 17,53                                                               | 17,68                                                               | 18,43                                                               | 18,88                                                               | 18,94                                                               | 19,01                                                               | 18,64                                                               |
| srednji minimum, °C                                                 | 13,89                                                               | 14,21                                                               | 14,38                                                               | 14,42                                                               | 14,38                                                               | 13,94                                                               | 13,39                                                               | 13,07                                                               | 13,25                                                               | 13,77                                                               | 14,12                                                               | 14,11                                                               | 13,91                                                               |
| oborine, mm                                                         | 85,98                                                               | 107,34                                                              | 128,75                                                              | 150,51                                                              | 152,93                                                              | 155,34                                                              | 144,94                                                              | 99,44                                                               | 90,87                                                               | 108,91                                                              | 141,36                                                              | 118,66                                                              | 1485,03                                                             |
| oborine, dani                                                       | 11,47                                                               | 13,14                                                               | 15,2                                                                | 17,4                                                                | 19,57                                                               | 19,27                                                               | 20,25                                                               | 16,58                                                               | 14,07                                                               | 14,8                                                                | 16,17                                                               | 14,07                                                               | 191,98                                                              |
| Izvor: NOAA                                                         |                                                                     |                                                                     |                                                                     |                                                                     |                                                                     |                                                                     |                                                                     |                                                                     |                                                                     |                                                                     |                                                                     |                                                                     |                                                                     |

## Arheološki park San Agustín
Područje je vrlo dobro poznato po svojim pretkolumbovskim arheološkim nalazištima koja pripadaju drevnoj kulturi San Agustin. Ova mjesta sačinjavaju Arheološki park San Agustín, koji generira značajan prihod za gospodarstvo zbog velikog broja turista, kolumbijskih i stranih. Ovo mjesto je 1995. godine proglašeno UNESCO-vom svjetskom baštinom.

## Galerija
- Crkva Sv. Agustína
- Kameni reljefi
- Tržnica
- Arheološki park San Agustín

## Vanjske poveznice
|  | Zajednički poslužitelj ima još gradiva o temi San Agustín (Huila, Kolumbija) |

- Vodič: San Agustin na Wikivoyageu
- Unesco's website on San Agustin